# SS Dessoug
Le SS Dessoug est un cargo construit en 1864, sous le nom de Denton. Il est célèbre pour avoir transporté une des deux aiguilles de Cléopâtre d'Alexandrie jusqu'à New York.

## Caractéristiques
Navire à propulsion mixte (voile et vapeur)
- coque en acier
- longueur : 233 pieds (70,8 m)
- largeur : 33 pieds (10,0 m)
- tirant d'eau : 23 pieds (7,0 m)
- déplacement : 1 367 tons (1 240 tonnes)

## Histoire
Le Denton est construit en 1864 à Hartlepool en Angleterre. Il est vendu au Khédive d'Égypte.
En 1881, il est choisi par Henry Honychurch Gorringe, marin américain, dans le but de transporter un des deux obélisques, surnommés « aiguilles de Cléopâtre », entre Alexandrie et New York. Afin d'embarquer le monolithe, une ouverture de 30 pieds sur 12 (9,1 m sur 3,7 m) est découpée dans la coque, à la proue du navire. Des boulets de canons sont utilisés comme roulement pour déplacer les 200 tonnes de l'obélisque. Le Dessoug prend la mer le 22 juin 1880 vers les États-Unis. À 1 300 milles du rivage, un des arbres d'hélice se rompt, nécessitant son remplacement par une pièce de rechange ; le navire peut se propulser à la voile pendant les réparations et terminer son voyage.
Il est vendu à l'Ocean Steam Navigation Company en 1886 et rebaptisé Dessoug. Il est régulièrement employé entre New York et Savannah. Il est envoyé au cimetière de bateau de Cow Bay (Long Island) en 1890.